# Sony Ericsson W205
Le W205 est un portable de Sony Ericsson et Walkman, il possède plusieurs utilités tel que le Bluetooth, Lecteur Walkman, TrackID ou Sonneries Radio.

## Modèle
Ce portable est de préférence noir mais il peut apparaitre blanc, le logo Walkman apparait partout sur la surface du mobile

## Fonctions
- Bluetooth
- TrackID (application de recherche de musique avec internet)
- Saisie prédictive de messages
- Répertoire multiples
- Lecteur Walkman
- Radio FM (avec possibilité d'enregistrement, pour une sonnerie)
- Appareil Photo 1,3 mégapixels
- Lecteur Vidéo
- Convertisseur
- Opera Mini 4.1
- Enregistrement audio
- Astuces de paramétrages